# Comuna Pidhirți, Obuhiv
Pidhirți (în ucraineană Підгірці) este o comună în raionul Obuhiv, regiunea Kiev, Ucraina, formată din satele Krenîci, Pidhirți (reședința) și Romankiv.

## Demografie
Componența lingvistică a comunei Pidhirți
     Ucraineană (91,27%)
     Rusă (8,01%)
     Alte limbi (0,3%)
Conform recensământului din 2001, majoritatea populației comunei Pidhirți era vorbitoare de ucraineană (91,27%), existând în minoritate și vorbitori de rusă (8,01%).